# كهف كليدي
كهف كليدي (باليونانية: Σπήλαιο Κλειδί, Spelaio Kleidi)‏ هو كهف يقع في مقاطعة يانينة ويبعد حوالي 500متر عن كهف ميغالاكوس في شمال غرب اليونان،

## الآثار
كشفت الأستكشافات الأثرية التي أجراها فريق بريطاني بين عامي 1983 و 1986 أن الكهف يحتوي على قطع أثرية وأدوات حجرية وبقايا حيوانية وأحفوريات أخرى تعود إلى العصر الحجري القديم منذ 12000 إلى 20000 عام. كما جرت اكتشافات مماثلة من قبل نفس فريق البحث في كهف ميغالاكوس المجاور.